# Mikolajice
Mikolajice (en allemand : Niklowitz) est une commune du district d'Opava, dans la région de Moravie-Silésie, en République tchèque. Sa population s'élevait à 293 habitants en 2021.

## Géographie
Mikolajice se trouve à 6 km à l'ouest de Hradec nad Moravicí, à 11 km au sud-ouest d'Opava, à 35 km à l'ouest-nord-ouest d'Ostrava et à 242 km à l’est de Prague.
La commune est limitée par Dolní Životice au nord-ouest et au nord, par Štáblovice à l'est, par Melč au sud, et par Lhotka u Litultovic à l'ouest.

## Histoire
La première mention écrite de la localité date de 1389.

## Transports
Par la route, Mikolajice se trouve à 12 km d'Opava, à 47 km d'Ostrava et à 313 km de Prague.